# 沃特金斯克
沃特金斯克（羅馬化：Votkinsk）是俄罗斯乌德穆尔特共和国的一个工业小镇，共有人口97,471人（2021年 （页面存档备份，存于））。
著名作曲家彼得·伊里奇·柴科夫斯基于1840年出生在该镇。

## 姐妹城市
- 美国猶他州西喬丹